# ヴァルティ V1

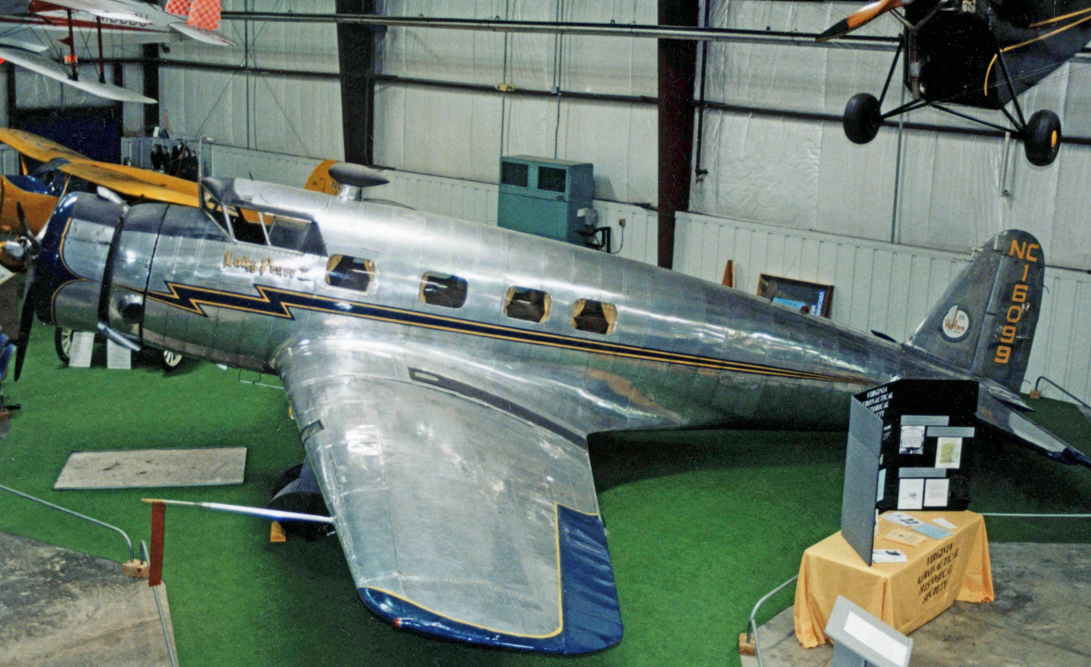
ヴァルティ V-1

ヴァルティ V-1（Vultee V-1）は1930年代のアメリカ合衆国の単発の旅客機である。ジェラルド・ヴァルティが設計し、Airplane Development Corporation（後にバルティと改名した）が製作した。
金属製の引き込み脚の単葉機で、原型機は1933年2月19日に初飛行した。原型機は乗員2名と6人の乗客が搭乗できた。胴体を若干サイズアップして、乗客数を8人とした量産型はV-1Aとして1936年までに24機が生産された。
1934年からアメリカン航空で13機以上のV-1AとV-1が運用を開始し、当時の最も高速な旅客機となった。五大湖とテキサスの間で運行され、テキサスのボーエン航空もV-1Aを使用した。1936年までに双発旅客機に更新されて、定期便から退役し、売却された。
社用機や個人向けにも販売され、顧客の中には新聞社主のウィリアム・ランドルフ・ハーストがいた。パナマ、ニカラグアで旅客機として用いられた。フロートをつけたV-1Aがソビエトにも売られた。1936年9月ディック・メリルとハリー・リッチマンが搭乗し、ニューヨークからロンドンへの往復飛行を行った機種でもある。
スペイン内戦では、アメリカン航空で使われていた7機が、機関銃と胴体下に爆弾用の吊具をつけて人民軍側で使われたが、4機は フランコ軍に捕獲された。
ハーストの機体、V-1AD Special NC16099は現存し、ヴァージニア州のリッチモンド空港のヴァージニア航空博物館で展示されている。

## 要目 （V1A）
- 乗員：2名
- 乗客：8名
- 全長：11.28 m
- 全幅：15.24 m
- 全高：3.10 m
- 翼面積：32.3 m2
- 空虚重量：2,424 kg
- 全備重量：3,864 kg

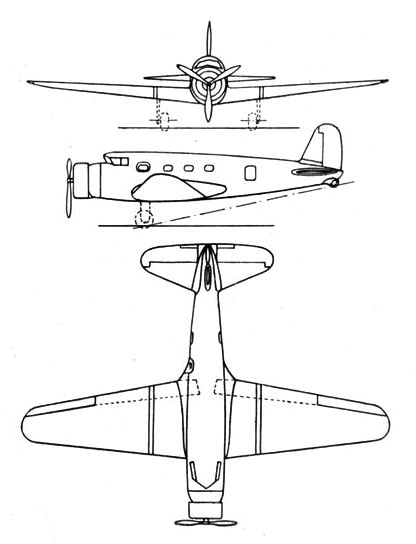
V-1A

- エンジン： ライト サイクロンR-1820-F2空冷エンジン、548 kW (735 hp)
- 最高速度：378 km/h
- 巡航速度：346 km/h
- 航続距離：1,610 km
- 巡航高度：6,100 m
- 上昇率：5.1 m/s